# Eduard Spelterini

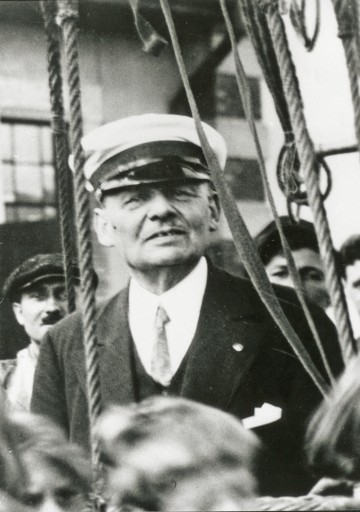
Eduard Spelterini, 1912.

Eduard Spelterini, född 2 juni 1852 i Schweiz, död 16 juni 1931 i Oberösterreich, var en schweizisk pionjär inom ballongflygning och flygfotografering.

## Barndom och uppväxt
Spelterini föddes i Bazenheid, Schweiz  som Eduard Schweizer. Hans far Sigmund Schweizer var krogvärd. Enligt en version flyttade sonen Eduard i 18-årsåldern till Milano och senare till Paris för att utbilda sig till sångare. Enligt en annan version flyttade han till Hamburg för att bli köpman. På 1870-talet antog han namnet "Spelterini", varför är okänt.
Efter en sjukdomsperiod i tuberkulos reste han till Sydfrankrike för att vila upp sig. Där genomförde han för första gången en ballongfärd, som passagerare. 

## Ballongflygningar
År 1887 beställde han i Paris sin första egna ballong som han kallade “Urania”. Med den resta han omkring i Europa och genomförde diverse uppträdanden och körde prominenta personer. 1887 var han i Wiener Prater, 1888 i Londons Hyde Park och genomförde en Ryssland-turné. 1889 startade Spelterini i Bukarest, Saloniki, Athen, Kairo och Neapel. 1891 var han första gången i Zürich. Alla dessa resor förde med sig att han talade flytande tyska, franska, engelska och italienska.
Mot slutet av år 1893 började Spelterini fotografera från ballongen, bland annat uppmärksammades han i internationell press för sin andra överflygning av Vesuvius tillsammans med vetenskapsmän. Åren 1898 till 1904 genomförde Spelterini runt tio spektakulära överflygningar av Alperna i olika riktningar. 1904 reste han till Egypten för att fotografera pyramiderna och andra historiska byggnadsverk. Totalt genomförde han under sina 43 år som pilot 570 ballonguppstigningar med totalt 1237 passagerare.

## Fotografier
Sina flygbilder  fångade han på glasplåtar som han lät kolorera och visade upp dessa som diabilder på olika föredragsresor runtom i Europa, där hans goda språkkunskaper var honom till stor hjälp. Det blev cirka 600 föreläsningar och otaliga artiklar i pressen. Hans unika fotografier ur fågelperspektivet gav dåtidens människor för första gången möjligheten att se jorden från ovan.
En stor del av Spelterinis  original-glasplåtar och hans ballongkorg förvaras idag i Verkehrshaus der Schweiz i Luzern.

## Bilder

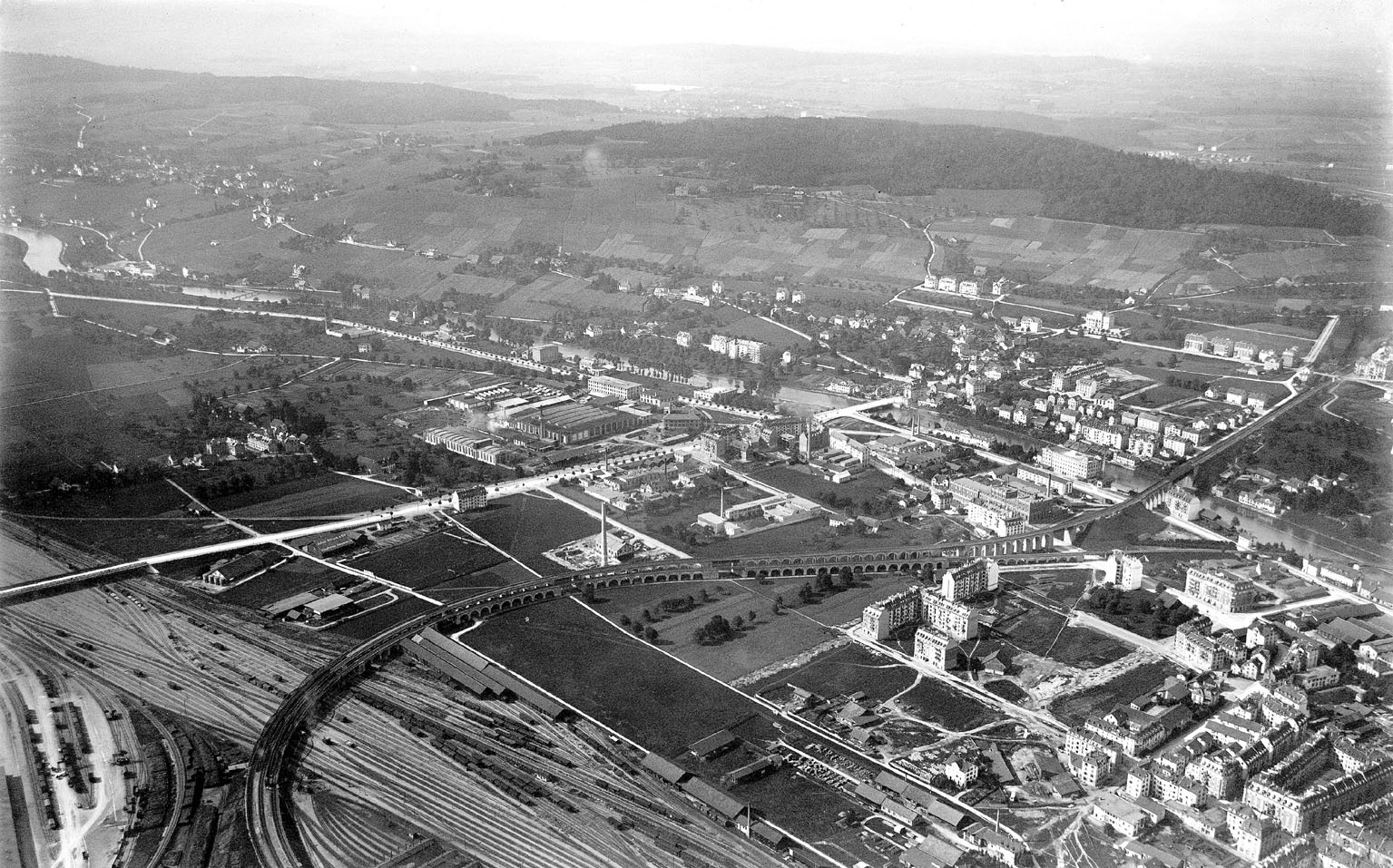
Zürich 1898
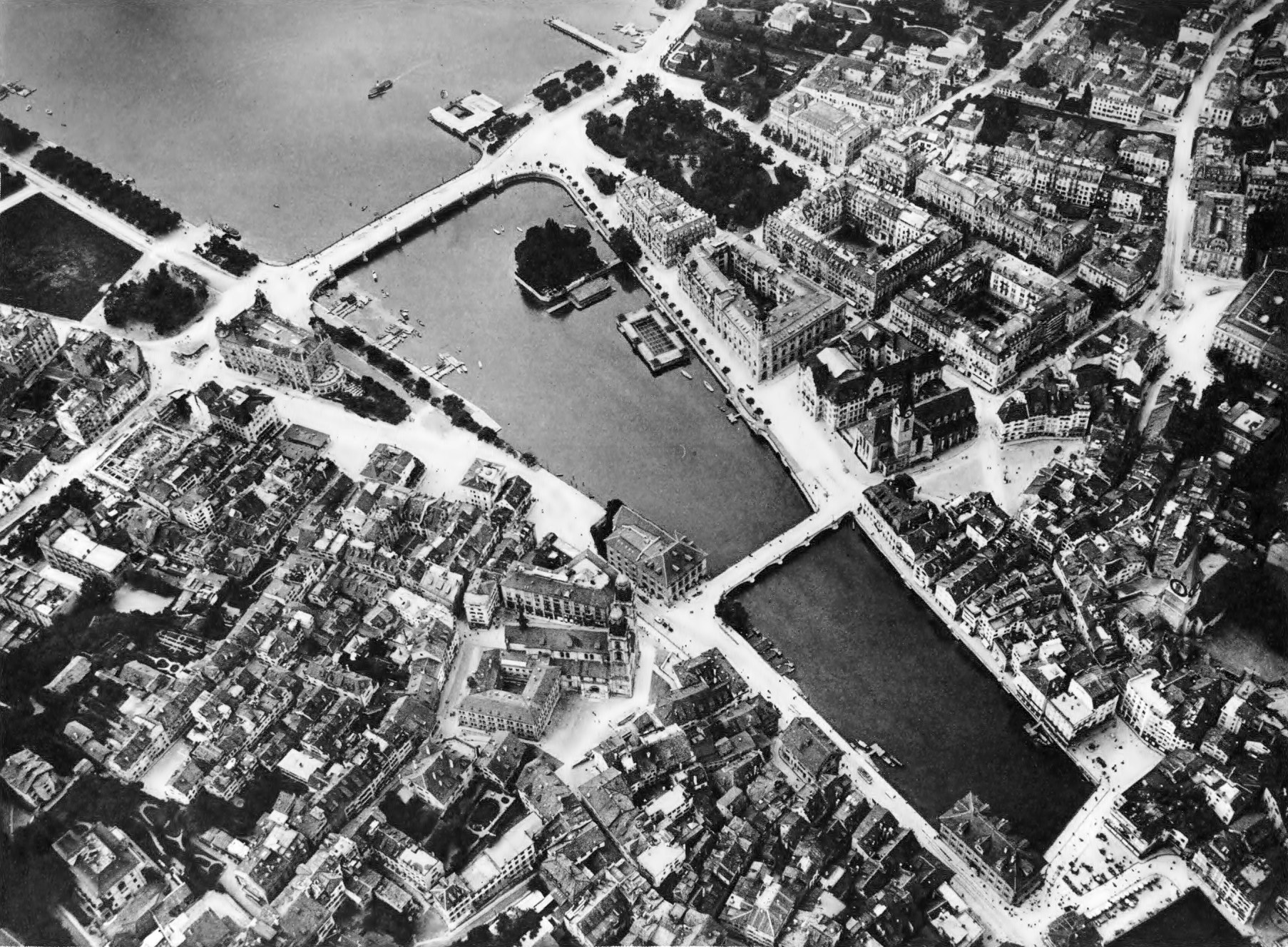
Zürich 1910
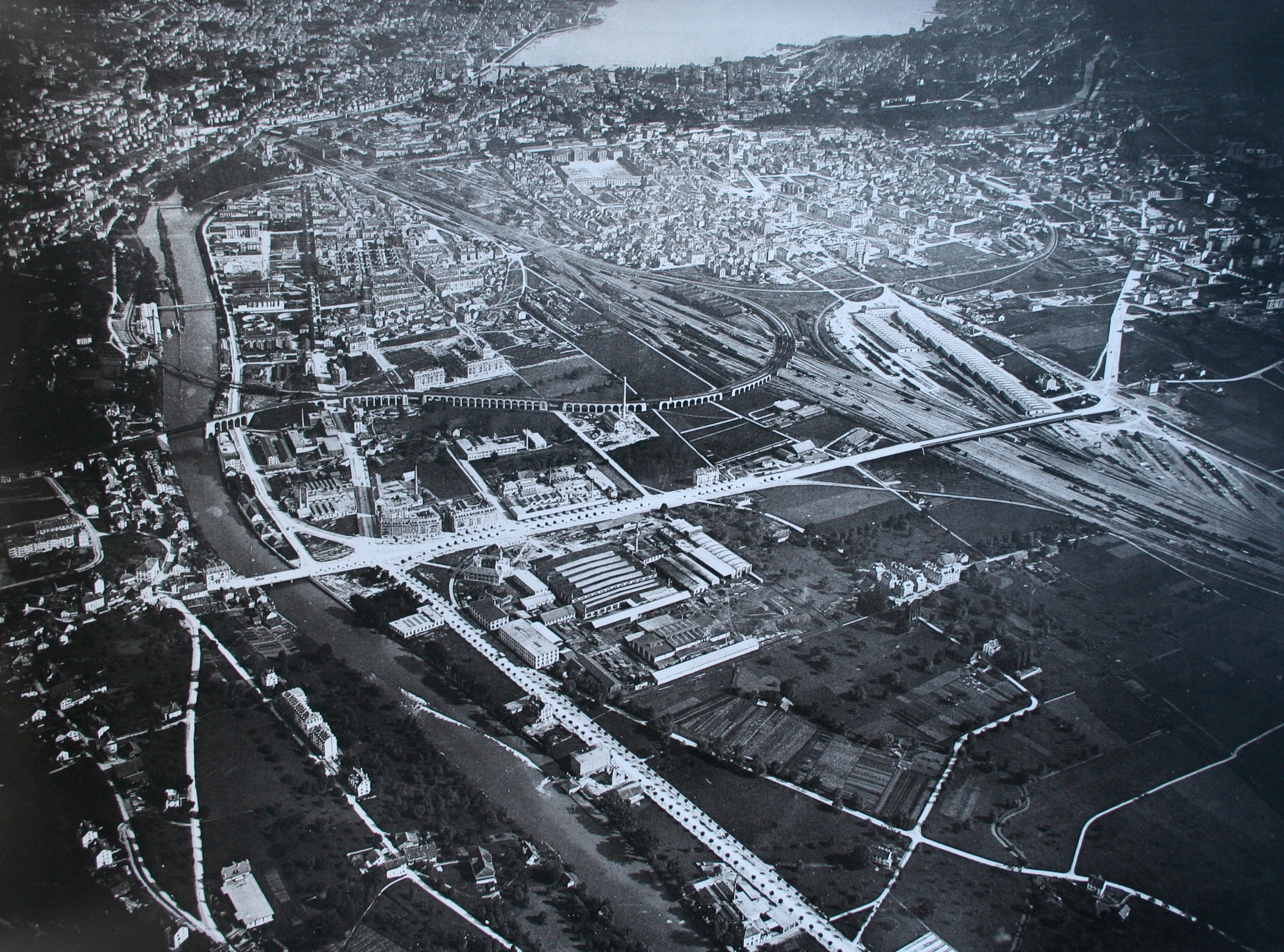
Zürich mot See 1904
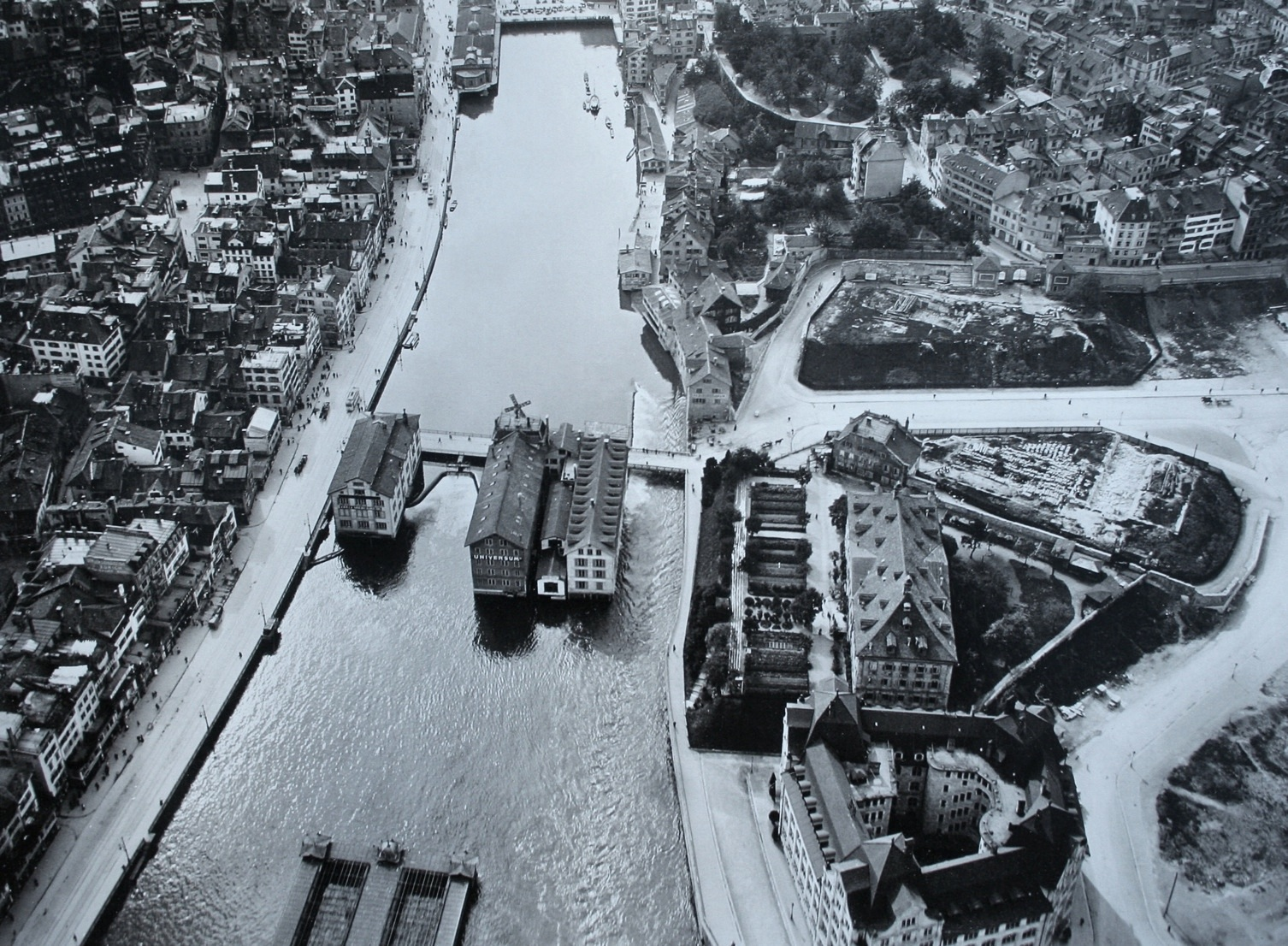
Limmat-område i Zürich 1909

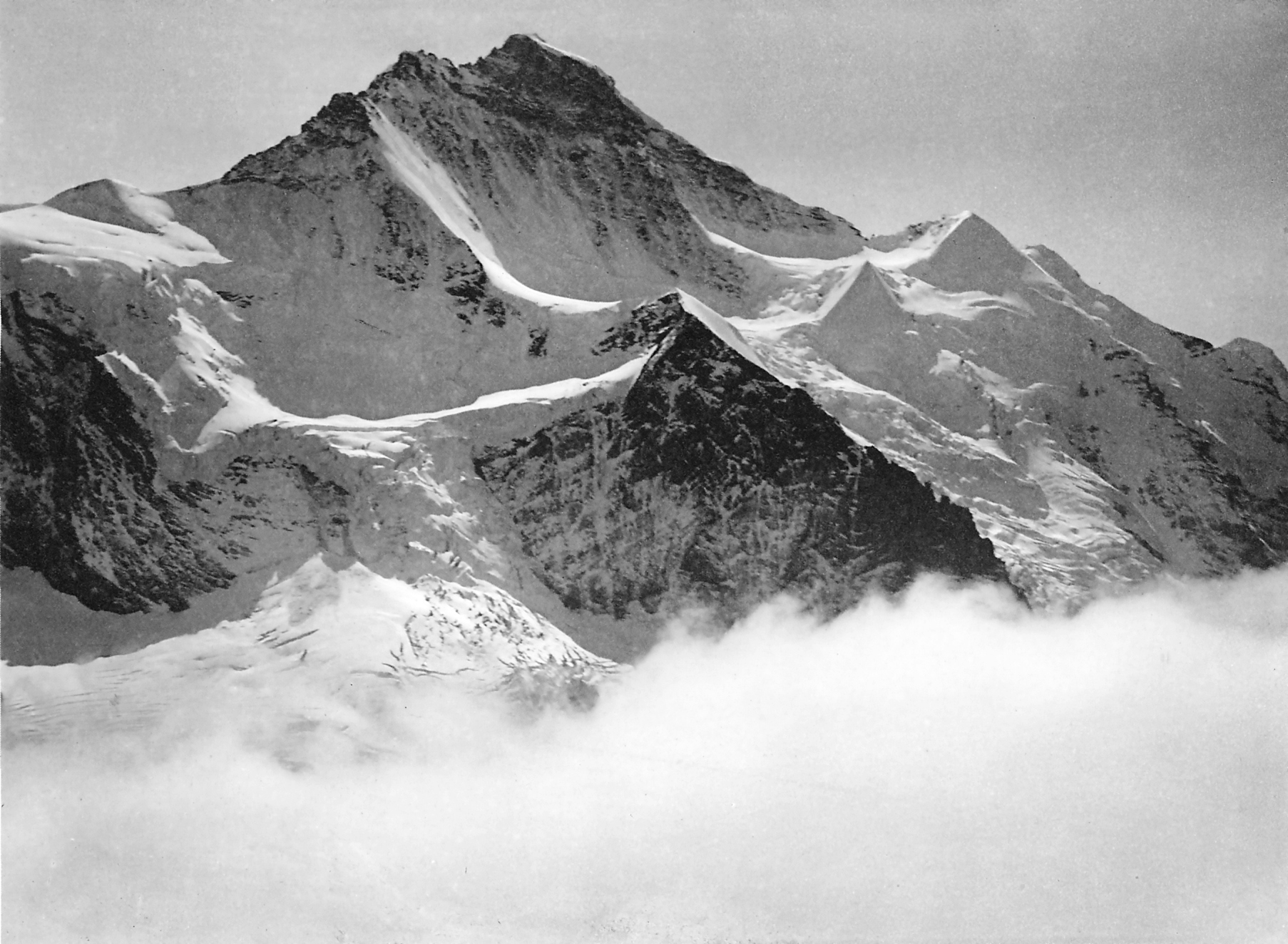
Den norra sidan av Jungfrau, 20 september 1904.
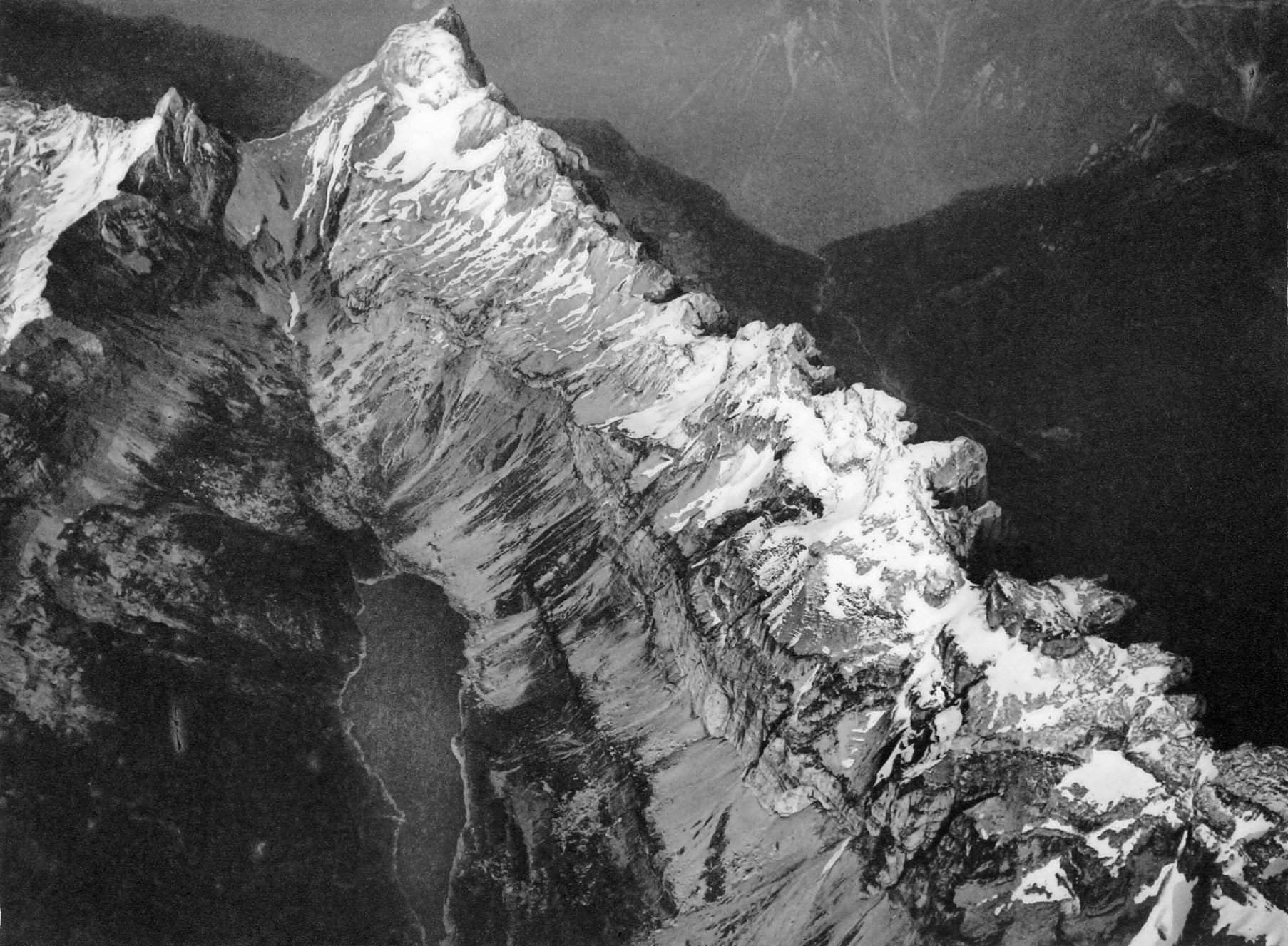
Bergsmassiv Ortstock och sjön Glattalp, 29 augusti 1912.
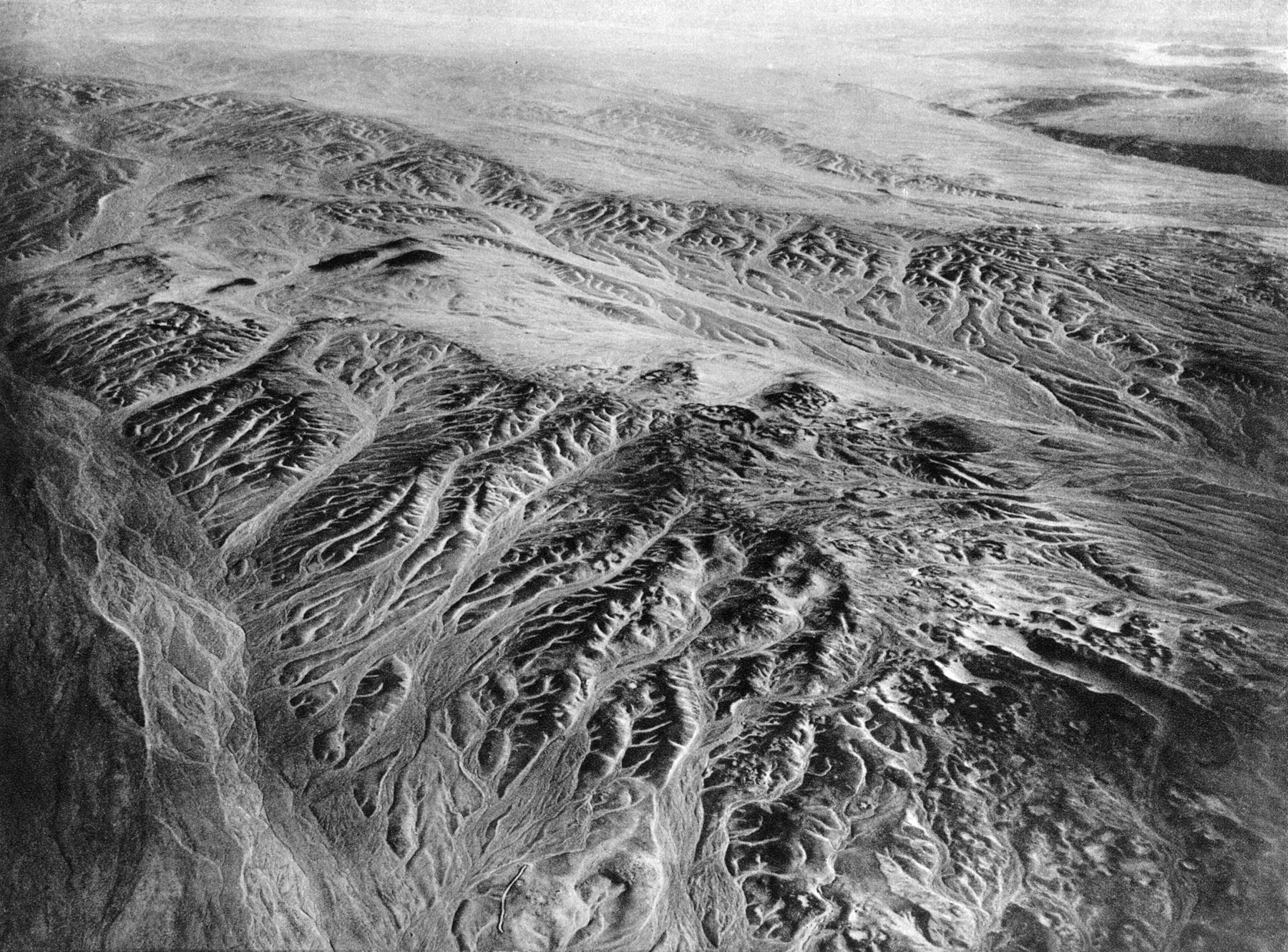
Öken syd-öst om Kairo, 31 januari 1904.
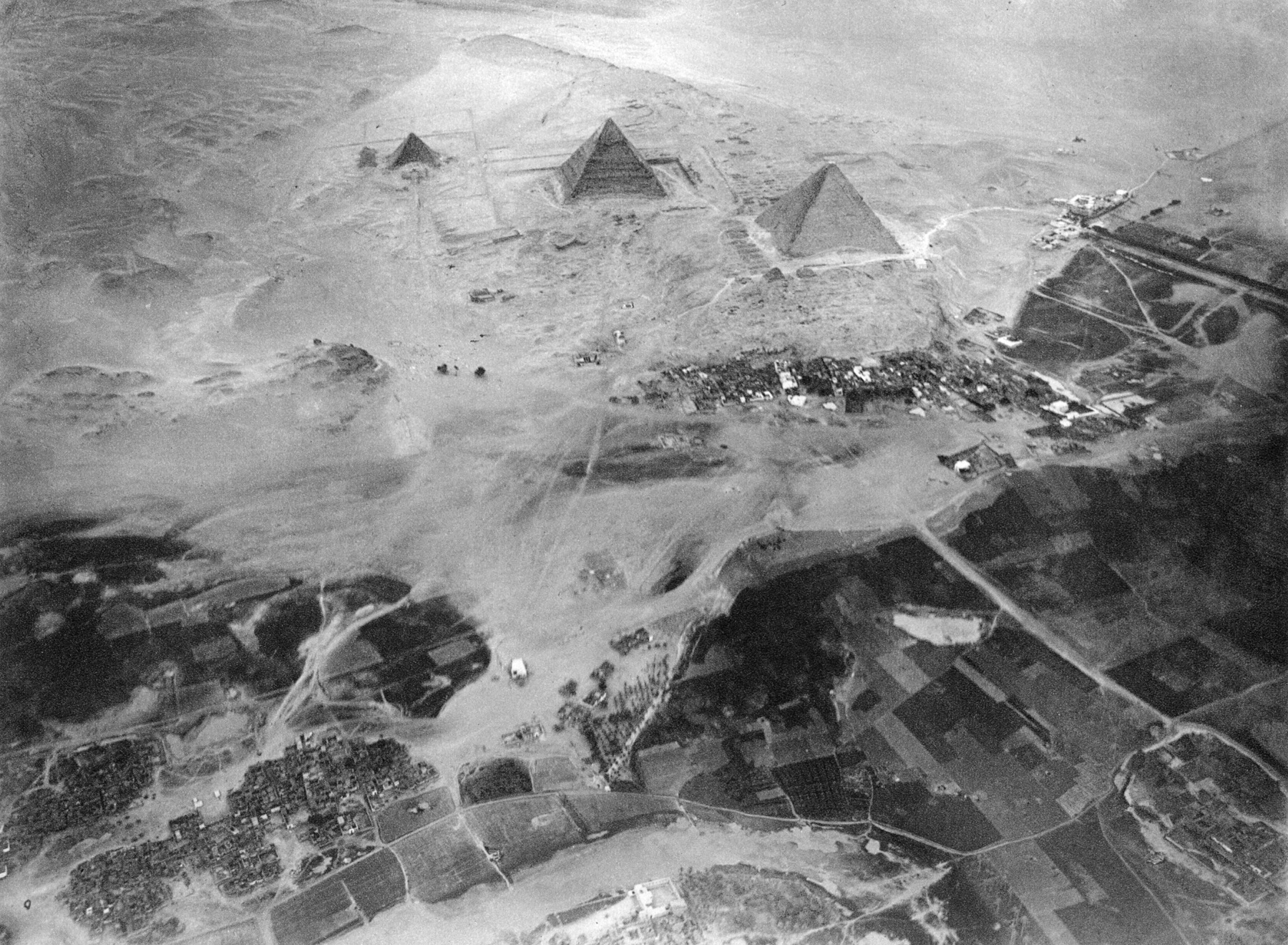
Pyramiderna i Gizah, 21 november 1904.